# Polystachya coriscensis
Polystachya coriscensis är en orkidéart som beskrevs av Heinrich Gustav Reichenbach. Polystachya coriscensis ingår i släktet Polystachya och familjen orkidéer. Inga underarter finns listade i Catalogue of Life.